# Grand Gosse
Grand Gosse (El marino español) est un film d'aventure franco-espagnol réalisé par Benito Perojo en 1926 et sorti en 1927.

## Fiche technique
- Titre français : Grand Gosse
- Titre espagnol : El marino español
- Titre alternatif : Boy
- Réalisation : Benito Perojo
- Scénario : adapté d'après une nouvelle de Luis Coloma
- Décors : Georges Jacouty et Pierre Schild
- Photographie : Albert Duverger
- Production : Juan Figuera
- Société(s) de production : Goya Producciones Cinematográficas S.A.
- Société(s) de distribution : Super-Films (France) et Selecciones Capitolio (Espagne)
- Pays de production : France/Espagne
- Langue originale : espagnol
- Format : Muet - Noir et blanc - 1,33:1 - 35 mm
- Genre : film d'aventure
- Durée :  72 minutes (divisées en 3 épisodes)
- Dates de sortie :
  - Espagne : 1er mars 1926
  - France : 29 avril 1927

Sources : Ciné-ressources et IMDb

## Distribution
- Juan de Orduña : le vicomte de Brazza surnommé "Boy", un enseigne de vaisseau qui, à son retour d'Espagne, tombe dans les bras d'une comtesse dépensière
- Suzy Vernon : la sœur de Manuel
- Manuel San German : Manuel d'Astures, un enseigne de vaisseau
- Maurice Schutz : l'oiseau vert
- Raymond Guérin-Catelain : le marquis de Belunda
- Roseraie : la comtesse d'Astures, une femme dépensière, la maîtresse de Boy, qui lui attire bien des ennuis
- Joe Alex
- Georges Deneubourg